# クリスティアン・セバージョス
クリスティアン・セバージョス・プリエト（Cristian Ceballos Prieto、1992年12月3日 - ）は、スペイン王国サンタンデール出身の元プロサッカー選手。現役時代のポジションはフォワード。

## クラブ経歴

### 初期
11歳でFCバルセロナのカンテラに入団。2007年にはYouTubeでロナウジーニョと共にテクニックを披露するなどユース年代から高い評価を受けていたが、度重なる負傷が原因で2010年にカンテラを退団した。バルセロナ退団後の2011年3月にはチェルシーFCのトライアルを受けたが、正式契約には至らなかった。

### トッテナム
2011年7月11日、トッテナム・ホットスパーFCに加入。加入初年度はリザーブリームでのプレーに専念し、2012–13シーズンよりトップチームに昇格した。リザーブチームではコンスタントに出場機会を得ていたが、トップチームでは数試合でベンチ入りしたに留まった。2013年9月2日、出場機会を求めプリメイラ・リーガのFCアロウカにレンタル移籍。レンタル復帰後もトップチームでの出番は無く、2014–15シーズン終了をもってトッテナムを退団した。

### チャールトン
2015年7月23日、チャールトン・アスレティックFCと3年契約を結んだ。2016年8月1日、シント＝トロイデンVVにレンタル移籍。

### シント＝トロイデン
2017年7月19日、シント＝トロイデンVVに完全移籍。

### アル・ワクラ
2019年7月14日、シント＝トロイデンとの契約満了により、カタール・スターズリーグのアル・ワクラSCへと移籍することが発表された。契約期間は2020年までの1年間。

## 所属クラブ
ユース
- FCバルセロナ 2004-2011
- トッテナム・ホットスパーFC 2011-2013

プロ
- トッテナム・ホットスパーFC 2013-2015

→ FCアロウカ (loan) 2013-2014
- チャールトン・アスレティックFC 2015-2017

→ シント＝トロイデンVV (loan) 2016-2017
- シント＝トロイデンVV 2017-2019
- アル・ワクラSC 2019-2021
- カタールSC 2021
- サバフFK 2021-2024